# Xavier Costa Clavell
Xavier Costa Clavell (Chantada, Lugo, 30 de mayo de 1923 - Barcelona, 10 de mayo de 2006) fue un escritor y periodista gallego.

## Trayectoria
Hijo del periodista y escritor José Costa Figueiras, él mismo estudió periodismo en Barcelona. Participó en la fundación del grupo Brais Pinto en Madrid. En 1957 publicó en esa misma ciudad Literatura gallega actual y en 1963 se imprimió su primera obra en gallego, A rouca gorxa do meu ser, un poemario que se editó en Buenos Aires y en el que se pone de relieve la lengua gallega y Galicia como patria de los gallegos. En 1977 publicó Os anos do vougo e outros poemas, con un tono socialrealista y Las dos caras de Galicia bajo el franquismo.
Publicó dos novelas en gallego, O conde Villaoíde en 1985 e A Monchiña en 1987;Lume esmorecido publicado en 1999 es un libro de relatos. Tradujo Aires da Miña Terra de Manuel Curros Enríquez al castellano en 1989. Fue articulista para diversos periódicos gallegos como La Voz de Galicia, Faro de Vigo, O Correo Galego y Galicia Hoxe y catalanes como La Vanguardia y El Periódico. En 1991 publicó la antología de artículos periodísticos Sempre Galicia no meu corazón. 

## Obra en castellano

### Ensayo
- Literatura gallega actual, 1957.
- Rosalía de Castro, 1967, Plaza & Janés. 2ª edición de 1985, Edicións do Castro.
- Los Gallegos, 1970, Nós, Bos Aires.
- Perfil conflictivo de Galicia, 1976, Galba.
- Las dos caras de Galicia bajo el franquismo, 1977, Cambio 16.
- Bandolerismo, romerías y jergas gallegas, 1980, La Voz de Galicia.
- Castelao: entre la realidad y el mito, 1986, Plaza & Janés.
- Restaurantes gallegos de Barcelona, 1987.
- La pintura de Patiño, 1990, Sotelo Blanco.

### Traducciones
- Aires da Miña Terra, de Manuel Curros Enríquez, 1989, Edicions 29. De gallego al castellano.

### Obra no citada
Javier Costa Clavell también publicó en abril de 1966-Ediciones Rodegar/Barcelona- "Historia de España". Es una obra en síntesis de personajes y hechos de fácil retención. Consta de datos desde la prehistoria hasta la España de 1965.

## Obra en gallego

### Poesía
- A rouca gorxa do meu ser, 1963, Edicións Tempo Novo, Buenos Aires.
- Os anos do vougo e outros poemas, 1977, Edicións do Castro.

### Narrativa
- O conde de Viloíde, 1985, Sotelo Blanco. Novela.
- A Monchiña, 1987, Edicións do Castro. Novela.
- Agora que vou morrer axiña..., 1993, Edicións do Castro. Relatos.
- Lume esmorecido, 1999, Ir Indo. Relatos.

### Ensayo
- Perfil conflictivo de Galicia, 1976, Galba.
- Sempre Galicia no meu corazón, 1991, Sotelo Blanco.
- A cociña galega en España, 2006, Sotelo Blanco.

### Obras colectivas
- Os escritores lucenses arredor de Ánxel Fole, 1986, Ayuntamiento de Lugo.
- Alma de beiramar, 2003, Asociación de Escritores en Lingua Galega.

### Traducciones
- Os animais e a tartaruga, de Colette, 1983, Argos Vergara.
- Unha estoria de botóns, de Roser Capdevila, 1983, Argos Vergara.
- Historia do parágoas, de Mauricio Montagut y Mercé Company, 1983, Argos Vergara.
- A pasteleira Adelaida, de Montserrat Ginesta, 1983, Argos Vergara.
- Os nenos voadores, de Pere Calders, 1984, Argos Vergara.

## Premios
- Patronato del Pedrón de Ouro de Honra en 1991, por su labor en pro de la difusión en amplia temática de la cultura galega en el exterior.